# Rocketplane Kistler

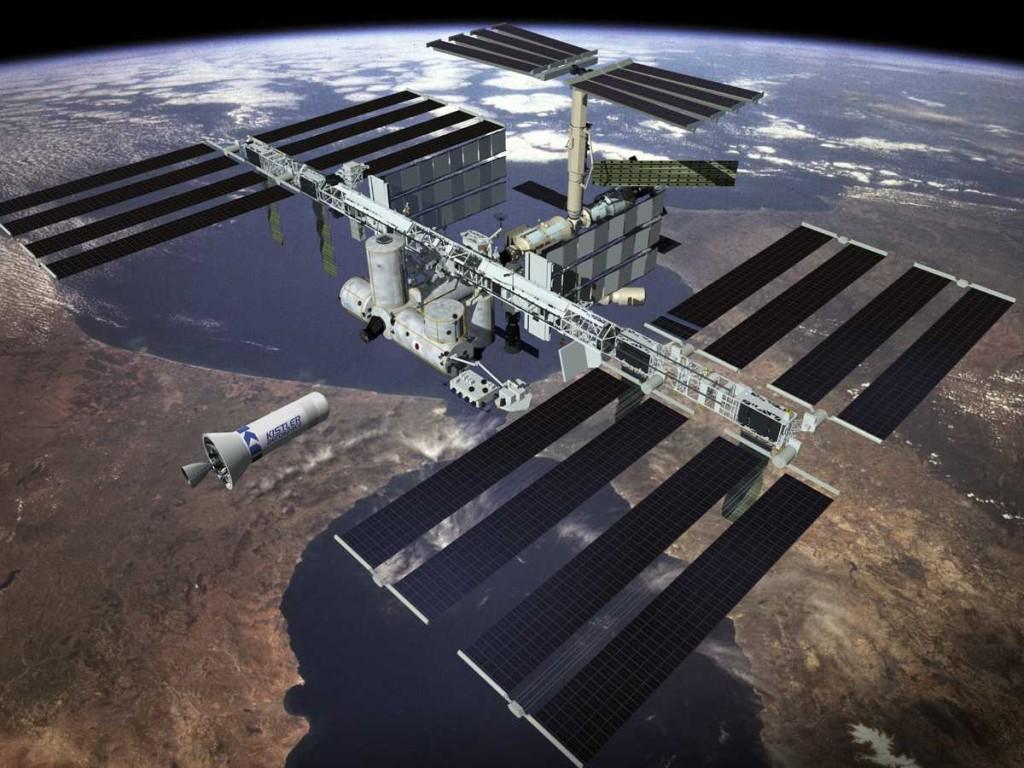
Computergrafik: K-1 Rakete im Anflug auf die Internationale Raumstation

Rocketplane Kistler war ein amerikanisches Raumfahrtunternehmen mit Sitz in Oklahoma City, welches an der Einführung von wiederverwertbaren Raketen zum Start von Nutzlasten in niedrige Erdumlaufbahnen arbeitete. Die Firma ging 2006 aus dem Zusammenschluss der Unternehmen Rocketplane Limited Incorporated und Kistler Aerospace hervor und wurde durch die Teilnahme am von der NASA ausgeschriebenen Commercial-Orbital-Transportation-Services-Programm bekannt. Am 15. Juni  2010 wurde ein Insolvenzverfahren eröffnet. Im Dezember 2011 wurden alle Vermögenswerte von Space Assets LLC erworben und daraus das neue Unternehmen Kistler Space Systems gegründet.

## Firmengeschichte
Der Unternehmenszweig Kistler Aerospace wurde bereits 1993 von den Unternehmern Walter Kistler und Bob Citron als privates Unternehmen gegründet. Die Unternehmensidee war die Entwicklung einer kostengünstigen kommerziellen Trägerrakete für den niedrigen Erdorbit, welche zu großen Teilen wiederverwertbar sein sollte. Allerdings gelang es nicht, Abnehmer für den Raketentyp zu gewinnen, so dass das Unternehmen aufgrund der kostenintensiven Entwicklung immer wieder finanzielle Probleme hatte. Im Februar 2006 wurde Kistler Aerospace von der konkurrierenden Firma Rocketplane Limited Incorporated übernommen. Zu diesem Zeitpunkt war die Entwicklung der K-1 Rakete bereits zu etwa 75 % abgeschlossen. Beide Unternehmen arbeiten seitdem unter dem gemeinsamen Namen Rocketplane Kistler an der Fertigstellung und Einführung wiederverwertbarer Trägerraketen. Durch die Fusion war es Rocketplane Kistler möglich, den Entwurf der Rakete Kistler K-1 zur Teilnahme am COTS-Programm der NASA vorzulegen.

## NASA Wettbewerb und COTS-Programm
Am 18. Januar 2006 kündigte die NASA das Commercial Orbital Transportation Services (kommerzielle Transportdienste in die Erdumlaufbahn) genannte Programm für den Transport von Ausrüstungen, Gütern und Besatzungen zur Internationalen Raumstation (ISS) an. Ziel war es, geeignete privatwirtschaftliche Unternehmen für die Entwicklung und den Bau von Startfahrzeugen zu gewinnen. Im August 2006 gab die NASA bekannt, dass von mehr als 20 Bewerbern nur die Firmen SpaceX und Rocketplane Kistler für die Teilnahme am Programm ausgewählt wurden. Beide Firmen sollten von der NASA entsprechend dem Entwicklungsstand ihrer Raumfahrzeuge hohe finanzielle Förderungen erhalten. Rocketplane Kistler wurden ursprünglich 207 Millionen US-Dollar zugesagt, falls die geforderten Demonstrationsflüge ihres Entwurfes in den Jahren 2008 bis 2010 erfolgreich realisiert würden. Darüber hinaus wurde dem Unternehmen für den Fall der erfolgreichen Entwicklung eines einsatzfähigen Transportsystems die Vergabe von Aufträgen zur Versorgung der ISS zugesagt. Die Arbeiten an der Rakete K-1 wurden daraufhin zum Alleinprojekt des Unternehmens.

## Die K-1-Rakete

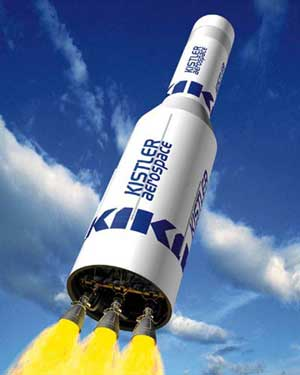
Künstlerische Darstellung der K-1 Rakete

Durch die Einführung einer weitgehend wiederverwertbaren Rakete erhoffte sich Rocketplane Kistler erheblich günstigere Starts und damit eine erfolgreiche Alternative zu den kostenintensiven Einwegraketen. Als Hauptnutzlast der seit etwa 1990 in der Entwicklung befindlichen Rakete K-1 waren kleinere Satelliten für niedrige Erdumlaufbahnen vorgesehen. Für das COTS-Programm wurde der Entwurf der K-1 überarbeitet und an die Anforderungen der NASA angepasst. Es entstand ein Frachtmodul, welches rund 2,7 Tonnen Fracht zur ISS befördern soll. Zum Andocken an die ISS war das Einfangen der Rakete mit Hilfe des stationseigenen Roboterarms und ein Andocken an einem Common Berthing Mechanism am amerikanischen Teil der Station vorgesehen. Dieses Andockmanöver wird auch vom japanischen H-2 Transfer Vehicle durchgeführt.
Im November 2006 gab Kistler bekannt, dass die Firma Alliant Techsystems (ATK) als Hauptauftragnehmer zum Bau der K-1 ausgewählt wurde. Als Antrieb der Rakete wurden von der amerikanischen Firma Aerojet modifizierte Triebwerke vom kommerziell angebotenen russischen Typ Kusnezow NK-33 gewählt. Der Start der Rakete war zunächst von Woomera in Australien geplant. Beide Stufen der zweistufigen Rakete sollen nach dem Aussetzen der Nutzlast im Erdorbit zur Erde zurückkehren und mit Hilfe von Fallschirmen und Airbags landen. Die K-1 wäre damit die erste komplett wiederverwendbare Trägerrakete der Welt gewesen.

## Finanzielle Probleme
Bereits vor der Teilnahme am COTS-Programm hatte Rocketplane Kistler beziehungsweise der Rechtsvorgänger Kistler Aerospace immer wieder mit finanziellen Problemen zu kämpfen. Dies führte dazu, dass bereits im September 2006, nur einen Monat nach Beginn der Teilnahme am COTS-Programm, die ersten Terminvereinbarungen mit der NASA nicht eingehalten werden konnten. Die NASA gewährte auf Antrag eine Fristverlängerung von zunächst 30 Tagen, um den Verlauf des Projektes nicht zu gefährden. Im Februar 2007 legte Rocketplane Kistler einen überarbeiteten COTS-Vertrag vor, nach dem kurzfristig zusätzlich zu den NASA-Mitteln 500 Millionen US-Dollar von privaten Investoren erbracht werden sollten. Allerdings gelang es nicht, ausreichend Mittel für die Entwicklung der K-1 einzutreiben, so dass es erneut zu Verzögerungen im Projekt kam. Am 7. September 2007 gab die NASA bekannt, dass Rocketplane Kistler aus dem COTS-Programm ausgeschlossen wird, falls nicht innerhalb einer letztmaligen Frist von 30 Tagen die erforderlichen Terminvereinbarungen nachgeholt würden. Im Oktober gab die NASA den endgültigen Ausschluss von Rocketplane Kistler aus dem COTS-Programm bekannt. Von der ursprünglich vereinbarten Förderung in Höhe von 207 Millionen US-Dollar wurden bis zur Vertragskündigung lediglich 32,1 Millionen US-Dollar ausgezahlt. Rocketplane Kistler war daraufhin gezwungen, Mitarbeiter zu entlassen und Bestellungen bei Zulieferern zu stornieren. Im Juni 2010 meldete Rocketplane schließlich die Insolvenz an.